# Nena maldición
«Nena maldición» es una canción interpretada por el cantante y rapero argentino Paulo Londra en colaboración con el cantante puertorriqueño Lenny Tavárez, lanzada el 29 de enero de 2018 a través de los sellos discográficos Warner Music Latina y Big Ligas como el segundo sencillo de su primer álbum de estudio Homerun (2019). Fue coescrita y producida por el colombiano Ovy on the Drums.

## Antecedentes y composición
El 14 de enero de 2018, Londra mediante su cuenta de Instagram anunció que el lanzamiento de «Nena maldición» sería el 29 de enero de ese año. «Nena maldición» fue compuesta en gran parte por Londra y producida por Ovy on the Drums. La canción fue descripta como una balada latina melosa que incorpora sonidos del reggaetón y el trap latino.

## Desempeño comercial
En Argentina, la canción llegó al puesto 5 del listado musical de CAPIF. En octubre de 2018, la revista Billboard publicó por primera vez una lista de éxitos musicales en Argentina, en la cual el sencillo debutó en el puesto 82 del Argentina Hot 100 en la semana del 13 de octubre de 2018. «Nena maldición» permaneció durante 14 semanas en el conteo, alcanzando su pico en el puesto 61.

## Video musical
El video fue dirigido por Jonathan Quintero y protagonizado por la modelo y bailarina colombiana Isabela Castro Arango. A 24 horas de su estreno, la canción logró conseguir dos millones y medio de reproducciones en YouTube, lo que la colocó entre las 20 tendencias más importantes de Latinoamérica. En noviembre del 2021, el video logró superar las mil millones de visualizaciones, siendo así el segundo video más visto del canal de Londra, quedando por detrás de «Adán y Eva» y se convirtió en el primer artista musical argentino en lograr que dos de sus videos superen esta cifra.

## Posicionamiento en las listas
| Listas (2018)                       | Mejor posición |
| ----------------------------------- | -------------- |
| Argentina Hot 100 (Billboard)       | 61             |
| Argentina Nacional (Monitor Latino) | 6              |
| Costa Rica (Monitor Latino)         | 9              |
| Ecuador (Top 40 Ecuador)            | 12             |
| El Salvador (Monitor Latino)        | 13             |
| Honduras (Monitor Latino)           | 7              |
| Mexico Espanol Airplay (Billboard)  | 40             |
| Nicaragua (Monitor Latino)          | 6              |
| Paraguay (Monitor Latino)           | 10             |
| Perú (Monitor Latino)               | 5              |
| Perú (UNIMPRO)                      | 84             |

| Listas (2018)                   | Mejor posición |
| ------------------------------- | -------------- |
| Argentina Digital Songs (CAPIF) | 7              |
| Panamá (PRODUCE)                | 156            |
| Paraguay (SGP)                  | 32             |

| Listas (2018)                | Mejor posición |
| ---------------------------- | -------------- |
| El Salvador (Monitor Latino) | 55             |
| Honduras (Monitor Latino)    | 22             |
| Nicaragua (Monitor Latino)   | 33             |
| Parguay (Monitor Latino)     | 47             |
| Perú (Monitor Latino)        | 64             |

## Certificaciones
| País           | Organismo certificador | Certificación | Ventas certificadas | Simbolización | Ref.   |
| -------------- | ---------------------- | ------------- | ------------------- | ------------- | ------ |
| Argentina      | CAPIF                  | 2× Platino    | 40 000              | ▲             | [ 28 ] |
| Chile          | PROFOVI                | Platino       | 32 000 000          | ▲             | [ 29 ] |
| España         | PROMUSICAE             | 2× Platino    | 120 000             | ▲             | [ 30 ] |
| Estados Unidos | RIAA                   | 3× Platino    | 180 000             | ▲             | [ 31 ] |

## Créditos y personal
Adaptados desde Jaxsta.

### Producción
- Paulo Londra: voz y composición
- Daniel Echavarría Oviedo: composición y producción
- Cristian Salazar: composición
- Julio Manuel González Tavárez: voz y composición

### Técnico
- Daniel Echavarría Oviedo:  ingeniero de grabación
- Wain: ingeniero de masterización y de mezcla

## Historial de lanzamientos
| Región | Fecha               | Formato(s)                 | Discográfica                  | Ref.   |
| ------ | ------------------- | -------------------------- | ----------------------------- | ------ |
| Varios | 29 de enero de 2018 | Descarga digital streaming | Big Ligas Warner Music Latina | [ 32 ] |